# King of the Minibar (singolo)
King of the Minibar è un singolo del gruppo musicale italiano Marti, pubblicato il 3 febbraio 2017 come primo estratto dall'album omonimo.

## Descrizione
Parlando del brano al quotidiano La Repubblica, Andrea Bruschi ha detto:

## Video musicale
Il videoclip, diretto da Lorenzo Vignolo, è stato girato tra le vie di Berlino e in limbo studio a Modena.

### Crediti
- Regia – Lorenzo Vignolo
- Produttore esecutivo – Marco Fracassa
- Direttore della fotografia – Corrado Serri
- Cineoperatore – Jimmy Lippi Pinna
- Montatore – Larry Wine
- Colorist – Marco De Giorgi
- Make up – Isuzu Sekiguki
- Limbo unit crew – Davide Spano (light), Basia Olejniczak (make up), Daria Clavari, Filippo De Nicola, Carolina Rossi (assistants director).
- CG Animation Team – Simone Ametta, Fabio Chiarelli, Chiara Covino, Yi Jin, Gabriele Leone, Erika Mascolo, Jacopo Murru, Ebe Paciocco, Matteo Quintili, Constantin Scifoni, Lorenzo Serafini.
- Ringraziamenti – Pasquale Di Viccaro, Nicola Sannino, Lars Scholer, Sheriff Teddy Bar (Berlin).
- Attori – Maryan Bartilla, Guido Dorigo, Andrea Cadamuro Minibar
- Ballerini – Matteo Azchirvani, Katja Spitze Becker, Samuele Benelli, Carl Bergerard, Christer Björkman, Fausto Caviglia, Giulia Da Lio, Sieva Diamantakos, Antje Füting, Mirko Kiefer, Katarzyna Lobocka, Floor Catharina Remkes, Valo, Anne Winkler.